# The Linde Group
Linde PLC — транснациональная химическая компания. Основана в Германии, с 2018 года, после слияния с американской компанией Praxair, штаб-квартира находится в британском городе Гилфорд, а формально зарегистрирована в Ирландии. В списке крупнейших компаний мира Forbes Global 2000 за 2022 год заняла 187-е место.

## История
В 1875 году профессор Карл фон Линде изобрёл устройство для получения льда, в котором охлаждение достигалось за счёт сжатия аммиака; в 1879 году он основал компанию Gesellschaft für Linde’s Eismaschinen («Компания ледяных машин Линде») для производства таких холодильных установок по заказам пивоваренных компаний. В 1895 году компания Linde получила патент на метод сжижения воздуха. В последующие годы компания занималась разработкой оборудования для сепарации воздуха и прочих газовых смесей. Процесс сепарации газов был запатентован компанией в 1902 году. Этот патент был в 1903 году материализован Linde на её заводе по разделению газов в Хёлльригельскройте (близ Мюнхена). В 1912 году компанией была разработана установка для одновременного получения азота и кислорода.
В 1906 году К. Линде решил расширить деятельность своей компании, выйдя на рынок США, где в 1907 году был открыт завод Linde Air Products Factory (Буффало, штат Нью-Йорк). В 1917 году завод вошел в состав американской корпорации Union Carbide, однако оставался обособленным подразделением, а в 1995 году был выделен в компанию Praxair.
Дизельные двигатели для холодильных установок поставлялись компанией Güldner, в 1907 году она была куплена и стала основой подразделения машиностроения, выпускавшего также тракторы, локомотивы, вагоны и лодки. В начале 1920-х годов Linde удалось поглотить двух конкурентов, компания начала сама производить все комплектующие для холодильного оборудования, витрины-холодильники, а также контейнеры для сжиженных газов.
После прихода нацистов к власти в 1933 году компания Linde AG подключилась к программе импортозамещения моторного топлива и каучука. В 1935 году главный управляющий компании Фридрих Линде получил звание Wehrwirtschaftsfuhrer (дословно — Фюрер военного хозяйства) — почетное звание, присваивавшееся Гитлером за особые заслуги перед фашистским режимом владельцам и руководителям немецких предприятий. Перед и в ходе Второй мировой войны практически все подразделения компании Linde были заняты в производстве оборудования для нацистской военной промышленности (ракетная программа, оборудование для производства военной техники и проч.). За годы войны почти все предприятия были разрушены, довоенного уровня производства удалось достичь только к 1960 году.
В 1955 году компания Linde разработала систему гидравлического привода Hydrocar. К 1969 году компания прекратила выпуск дизельных двигателей и тракторов, сосредоточившись на гидравлической технике и вилочных погрузчиках.
В годы Холодной войны Linde занималась производством различных компонентов ракетного топлива, в 1959 году американский филиал компании построил завод по производству жидкого водорода в Торренсе (Калифорния).
По состоянию на 1980-е годы основными подразделениями компании были: гидравлическое оборудование; строительство промышленных предприятий; технические газы; холодильной и торговое оборудование. Половина производства две трети выручки приходились на зарубежные операции. В 2000 году была куплена шведская компания AGA AB (технические газы, основана в 1904 году); покупка обошлась 3,8 млрд долларов. В 2004 году американской Carrier Corporation было продано подразделение холодильного оборудования.
В марте 2006 года Linde объявила о покупке за 8 млрд фунтов стерлингов ($14 млрд) своего британского конкурента — BOC Group, что создало крупнейшую в мире компанию по выпуску промышленных газов.
В октябре 2018 года произошло слияние Praxair и Linde, в 2019 году, как условие одобрения сделки регуляторами рынка, были проданы большинство предприятий Linde в США, Китае, Индии и Республике Корея (в этих странах Praxair также имела значительное присутствие). Таким образом сто лет спустя Linde воссоединилась со своим бывшим американским филиалом.

## Руководство
- Стивен Эйнджел (Stephen F. Angel, род. в 1956 году) — председатель совета директоров с марта 2022 года, с 2018 по 2022 год был главным исполнительным директором; в компании Praxair работал с 2001 года (с 2007 года возглавлял её), а до этого 22 года провёл в General Electric.
- Санджив Ламба (Sanjiv Lamba) — главный исполнительный директор с марта 2022 года, был главным операционным директором с 2021 года, с 1989 года работал в индийском филиале британской компании BOC, которая в 2006 году была поглощена Linde[8].

## Деятельность
The Linde Group является одним из ведущих мировых производителей газов промышленного и медицинского назначения, включая атмосферные газы (кислород, азот, аргон и редкие газы) и переработанные (углекислый газ, ацетилен, водород, гелий, электронные и специализированные газы). В группу также входит компания Linde Engineering («Линде Инжиниринг»), которая выступает технологическим партнёром при проектировании и строительстве заводов по всему миру. «Линде Инжиниринг» фокусируется на таких продуктах, как установки для производства водорода и синтез-газа, кислорода, олефинов, а также установки для обработки природного газа. Имея более 1000 патентов по технологическим процессам и более 4000 завершенных проектов, «Линде Инжиниринг» входит в число ведущих международных подрядчиков по проектированию технологических процессов.
Linde обслуживает потребителей в более чем 100 странах Европы, Северной и Южной Америки, Азии, Африки и Австралии. Количество занятых — почти 60 тыс. человек (2016 год). В 2016 году выручка Linde составила 16,9 млрд евро, а операционная прибыль составила €4 млрд.
Основные подразделения по состоянию на 2021 год:
- Америка — 350 предприятий в США, Канаде, Мексике, Бразилии и других странах; 39 % выручки;
- Европа, Ближний Восток и Африка — 275 предприятий в Германии, Франции, Швеции, Великобритании, ЮАР и других странах; 25 % выручки;
- Азиатско-Тихоокеанский регион — 230 предприятий в Китае, Австралии, Индии, Республике Корея, Таиланде и других странах, 20 % выручки;
- остальная выручка приходится на Linde Engineering, основные заводы по производству комплектующих для строительства предприятий находятся в Германии, Франции США и Китае.

Основные группы покупателей технических газов:
- Производство химикатов и энергетика — 21 % выручки.
- Здравоохранение — 19 % выручки.
- Промышленное производство — 19 % выручки.
- Металлургия и горнодобыча — 13 % выручки.

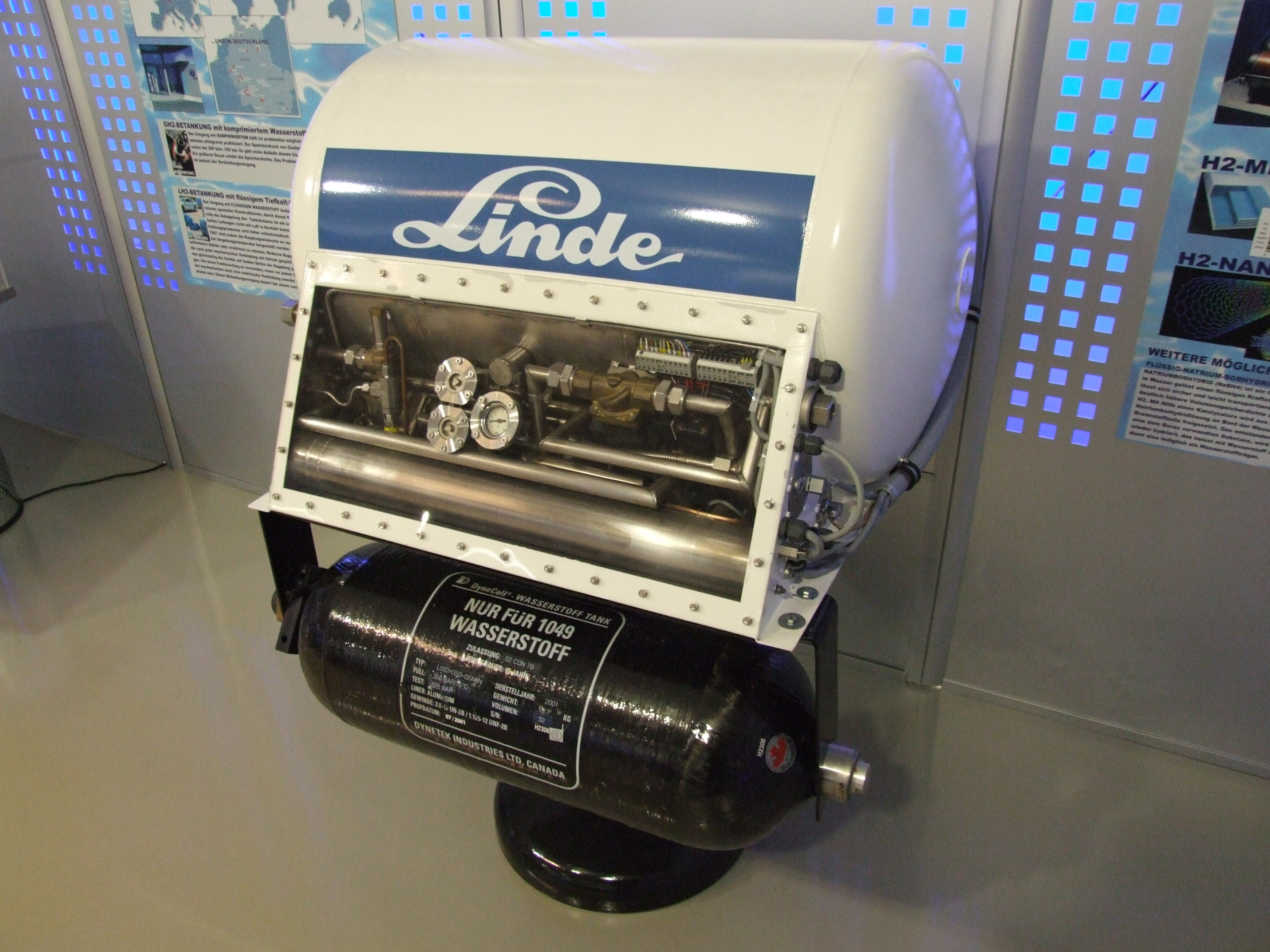
Баллон с жидким водородом производства компании Linde

- Еда и напитки — 10 % выручки.
- Электроника — 8 % выручки.
- Другое — 10 % выручки.

### Linde в России
В России интересы компании представляет АО «Линде Газ Рус» (Московская область, г. Балашиха). Филиалы компании находятся в Санкт-Петербурге, Калининграде, Дзержинске, Твери, Самаре, Екатеринбурге (ОАО «Линде Уралтехгаз»), Брянске, Дмитрове, Новотроицке, а также развитой сетью компаний-партнеров. Линде является ведущим производителем и поставщиком всего спектра промышленных, пищевых, медицинских и специальных газов в России, предлагая клиентам комплексные решения по обеспечению газами. Зарегистрированная в 2012 году, компания OOO «Линде Инжиниринг Рус» является российским отделением компании Linde Engineering. Российское подразделение предоставляет услуги инжиниринга, закупок и строительства заказчикам в металлургической, нефтехимической и химической промышленности, а также в секторе промышленной и фармацевтической биотехнологии в Содружестве Независимых Государств (СНГ).

### Linde в Казахстане
На рынке Казахстана The Linde Group, ведущая мировая компания в сфере технических газов и инжиниринга, представлена ТОО «Линде Газ Казахстан». Компания образована в Казахстане в 2009 году, когда Linde Group инвестировала в строительство крупнейшей в СНГ воздухоразделительной установки в городе Темиртау на территории Карагандинского металлургического комбината (АО «АрселорМиттал Темиртау») и открыла дочернее предприятие — ТОО «Линде Газ Казахстан». Запуск завода по разделению воздуха произошел в марте 2013 г., и с тех пор Linde стала самым крупным в Казахстане производителем кислорода, азота (99,999 %) и аргона (99,999 %) в жидком и газообразном состоянии. Мощность завода составляет 62,0 тыс. м³. кислорода в час, при этом производственные возможности позволяют реализовывать до 75 тонн жидкого азота в день.

## Водородная энергетика
The Linde Group — один из главных поставщиков технологий водородной энергетики. К началу 2021 года компания построила более 140 000 водородных заправочных станций по всему миру.